# Institut vzdělávání a poradenství České zemědělské univerzity v Praze
Institut vzdělávání a poradenství je součástí České zemědělské univerzity v Praze (ČZU). Byl založen v roce 2005. Vznikl z katedry pedagogiky. Institut nabízí v současnosti vzdělávání pouze na bakalářské úrovni. 
Současným pověřeným ředitelem je prof. Ing. Petr Valášek, Ph.D. Institut sídlí v Praze v Malé Chuchli.

## Studium
Bakalářské studium
| Studijní program                  | Studijní obor                      | Poznámky                                  |
| --------------------------------- | ---------------------------------- | ----------------------------------------- |
| Specializace v pedagogice (B7507) | Kariérové poradenství a vzdělávání | Pro absolventy středních škol a gymnázií. |
| Specializace v pedagogice (B7507) | Učitelství praktického vyučování   | Pro absolventy odborných středních škol.  |

Obor Kariérové poradenství a vzdělávání lze studovat v prezenční i kombinované formě studia. Obor Učitelství praktického vyučování pouze v kombinované formě. 
Absolvent získá titul Bakalář (Bc.)

Programy celoživotního vzdělávání
Učitelství odborných předmětů (doplňující pedagogické studium pro studenty ČZU).
Mezigenerační dialog ve vzdělávání seniorů - program Univerzity třetího věku.